# 6345 Hideo
6345 Hideo (1994 AX1) là một tiểu hành tinh vành đai chính được phát hiện ngày 5 tháng 1 năm 1994 bởi Endate & Watanabe ở Kitami.